# Barbara Dex
Barbara Dex (Turnhout, Belgium, 1974. január 22. –) belga énekesnő.

## Életpályája
1991-ben kezdett el énekelni, és a következő évben adta ki első kislemezét, En land címmel. Iemand als jij című dalával képviselte Belgiumot az 1993-as Eurovíziós Dalfesztivál, ahol három ponttal az utolsó helyen végzett. Az előadás ennek ellenére emlékezetes maradt az énekesnő fellépőruhája miatt. 1997-től minden évben kiosztják a róla elnevezett díjat, melyet a legrosszabbul öltözött előadó kap meg.
1993-ban adta ki Iemand című albumát, mely holland nyelvű dalokat tartalmazott. Későbbi albumain már csak angolul énekelt.
2004-ben részt vett az Eurovíziós Dalfesztivál belga nemzeti döntőjén, ahol harmadik helyen végzett a One Life című dallal. 2006-ban újból próbálkozott, ekkor ötödik lett Crazy című dalával.

## Diszkográfiája

### Albumok
- 1993: Iemand
- 1994: Waiting for a New Man
- 1996: Tender Touch
- 1998: Strong
- 2001: Timeless
- 2003: Enjoy: a taste of gospel
- 2006: Blue-eyed girl